# Хадано
Хадано (јап. 秦野市) град је у Јапану у префектури Канагава. Према попису становништва из 2005. у граду је живело 168.317 становника.

## Становништво
Према подацима са пописа, у граду је 2005. године живело 168.317 становника.
| 1995.   | 2000.   | 2005.   |
| ------- | ------- | ------- |
| 164.722 | 168.142 | 168.317 |